# Widensolen
Widensolen (prononcer [vidənzolən] ) est une commune française située dans la circonscription administrative du Haut-Rhin et, depuis le 1er janvier 2021, dans le territoire de la Collectivité européenne d'Alsace, en région Grand Est.
Cette commune se trouve dans la région historique et culturelle d'Alsace.

## Géographie

### Communes limitrophes
| Fortschwihr | Urschenheim | Kunheim      |
| Andolsheim  | Widensolen  | Biesheim     |
| Sundhoffen  | Wolfgantzen | Neuf-Brisach |

### Hydrographie

#### Réseau hydrographique
La commune est dans le bassin versant du Rhin au sein du bassin Rhin-Meuse. Elle est drainée par la rigole de Widensohlen,.
La rigole de Widensohlen, d'une longueur de 17 km, prend sa source dans la commune de Neuf-Brisach et se jette  dans la Blind à Jebsheim, après avoir traversé sept communes. 

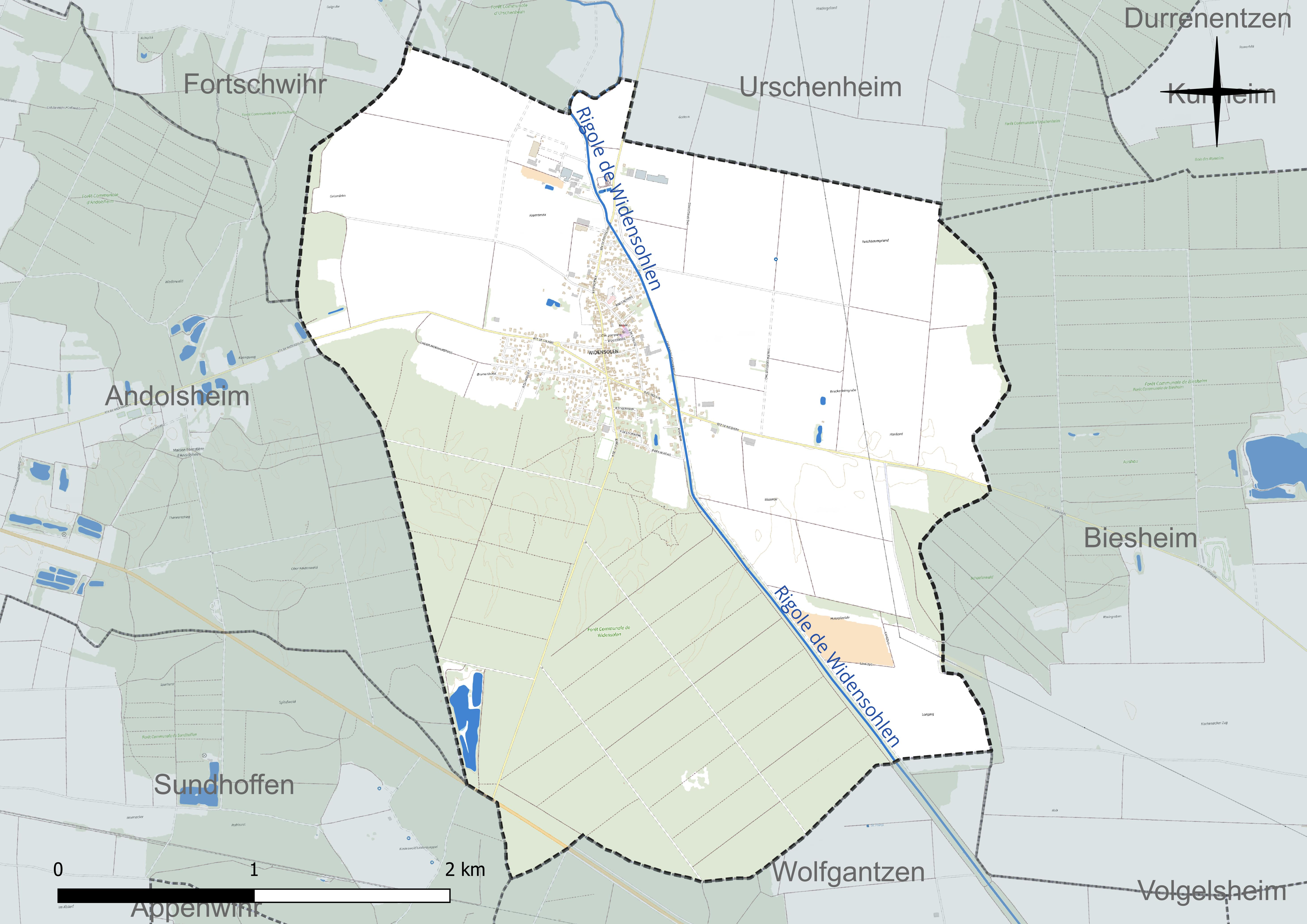
Réseau hydrographique de Widensolen.

#### Gestion et qualité des eaux
Le territoire communal est couvert par le schéma d'aménagement et de gestion des eaux (SAGE) « Ill Nappe Rhin ». Ce document de planification concerne la nappe phréatique rhénane, les cours d'eau de la plaine d'Alsace et du piémont oriental du Sundgau, les canaux situés entre l'Ill et le Rhin et les zones humides de la plaine d'Alsace. Le périmètre s’étend sur 3 596 km2. Il a été approuvé le 17 janvier 2005. La structure porteuse de l'élaboration et de la mise en œuvre est la région Grand Est. 
La qualité des cours d’eau peut être consultée sur un site dédié géré par les agences de l’eau et l’Agence française pour la biodiversité. 

### Climat
Pour des articles plus généraux, voir Climat du Grand Est et Climat du Haut-Rhin.
En 2010, le climat de la commune est de type climat océanique altéré, selon une étude du Centre national de la recherche scientifique s'appuyant sur une série de données couvrant la période 1971-2000. En 2020, Météo-France publie une typologie des climats de la France métropolitaine dans laquelle la commune est exposée à un climat semi-continental et est dans la région climatique  Alsace, caractérisée par une pluviométrie faible, particulièrement en automne et en hiver, un été chaud et bien ensoleillé, une humidité de l’air basse au printemps et en été, des vents faibles et des brouillards fréquents en automne (25 à 30 jours). 
Pour la période 1971-2000, la température annuelle moyenne est de 10,5 °C, avec une amplitude thermique annuelle de 17,8 °C. Le cumul annuel moyen de précipitations est de 596 mm, avec 7,8 jours de précipitations en janvier et 9,3 jours en juillet. Pour la période 1991-2020, la température moyenne annuelle observée sur la station météorologique de Météo-France la plus proche, « Colmar-Inra », sur la commune de Colmar à 9 km à vol d'oiseau, est de 11,3 °C et le cumul annuel moyen de précipitations est de 558,0 mm. 
La température maximale relevée sur cette station est de 39,6 °C, atteinte le 13 août 2003 ; la température minimale est de −22,5 °C, atteinte le 22 février 1986,,. 
Les paramètres climatiques de la commune ont été estimés pour le milieu du siècle (2041-2070) selon différents scénarios d'émission de gaz à effet de serre à partir des nouvelles projections climatiques de référence DRIAS-2020. Ils sont consultables sur un site dédié publié par Météo-France en novembre 2022.

## Urbanisme

### Typologie

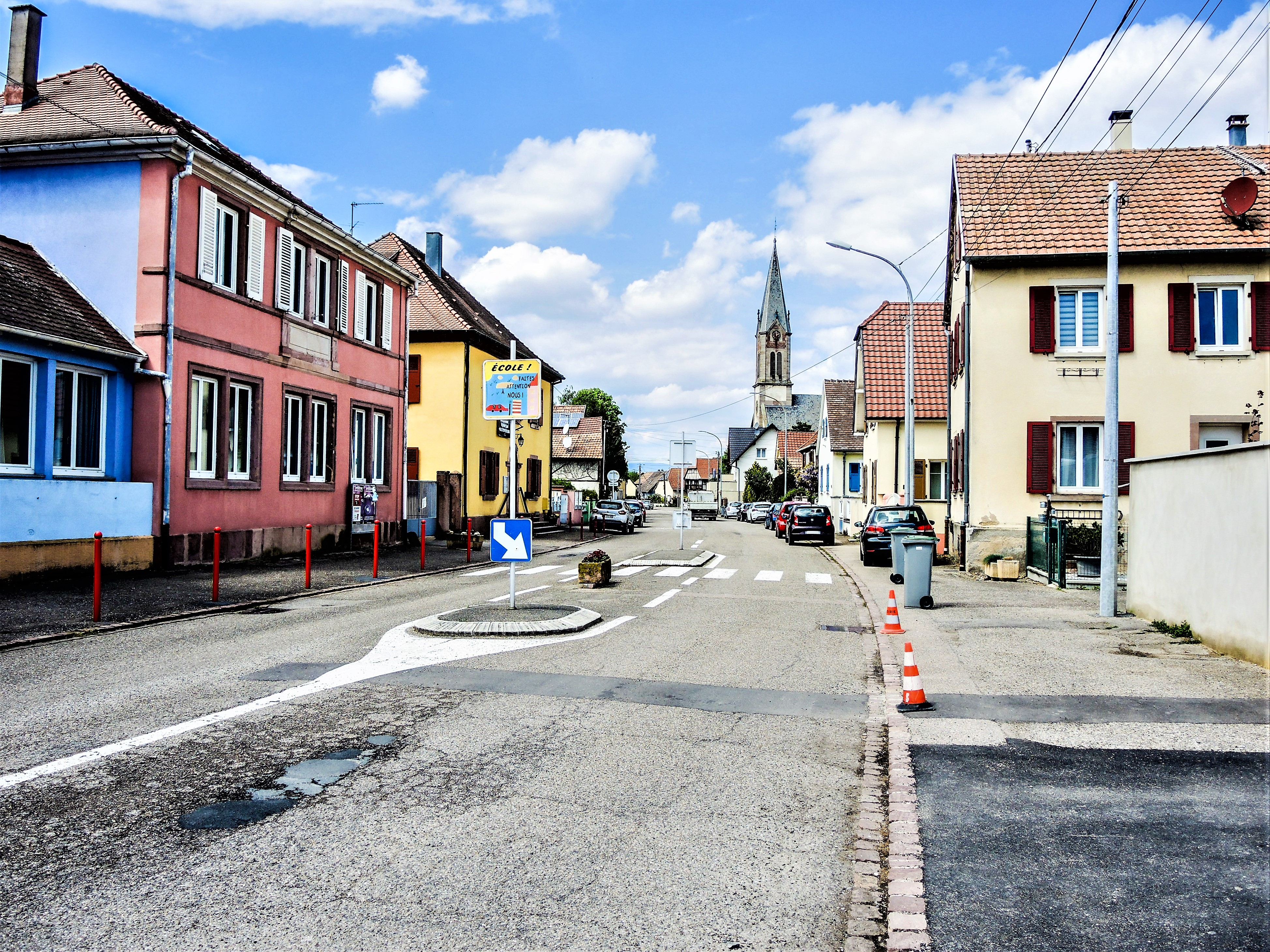
Rue de l'église à Widensolen

Au 1er janvier 2024, Widensolen est catégorisée bourg rural, selon la nouvelle grille communale de densité à sept niveaux définie par l'Insee en 2022.
Elle est située hors unité urbaine. Par ailleurs la commune fait partie de l'aire d'attraction de Colmar, dont elle est une commune de la couronne,. Cette aire, qui regroupe 95 communes, est catégorisée dans les aires de 50 000 à moins de 200 000 habitants,.

### Occupation des sols
L'occupation des sols de la commune, telle qu'elle ressort de la base de données européenne d’occupation biophysique des sols Corine Land Cover (CLC), est marquée par l'importance des territoires agricoles (50,9 % en 2018), une proportion sensiblement équivalente à celle de 1990 (51,6 %). La répartition détaillée en 2018 est la suivante : 
terres arables (50,9 %), forêts (42,6 %), zones urbanisées (6,5 %). L'évolution de l’occupation des sols de la commune et de ses infrastructures peut être observée sur les différentes représentations cartographiques du territoire : la carte de Cassini (XVIIIe siècle), la carte d'état-major (1820-1866) et les cartes ou photos aériennes de l'IGN pour la période actuelle (1950 à aujourd'hui).

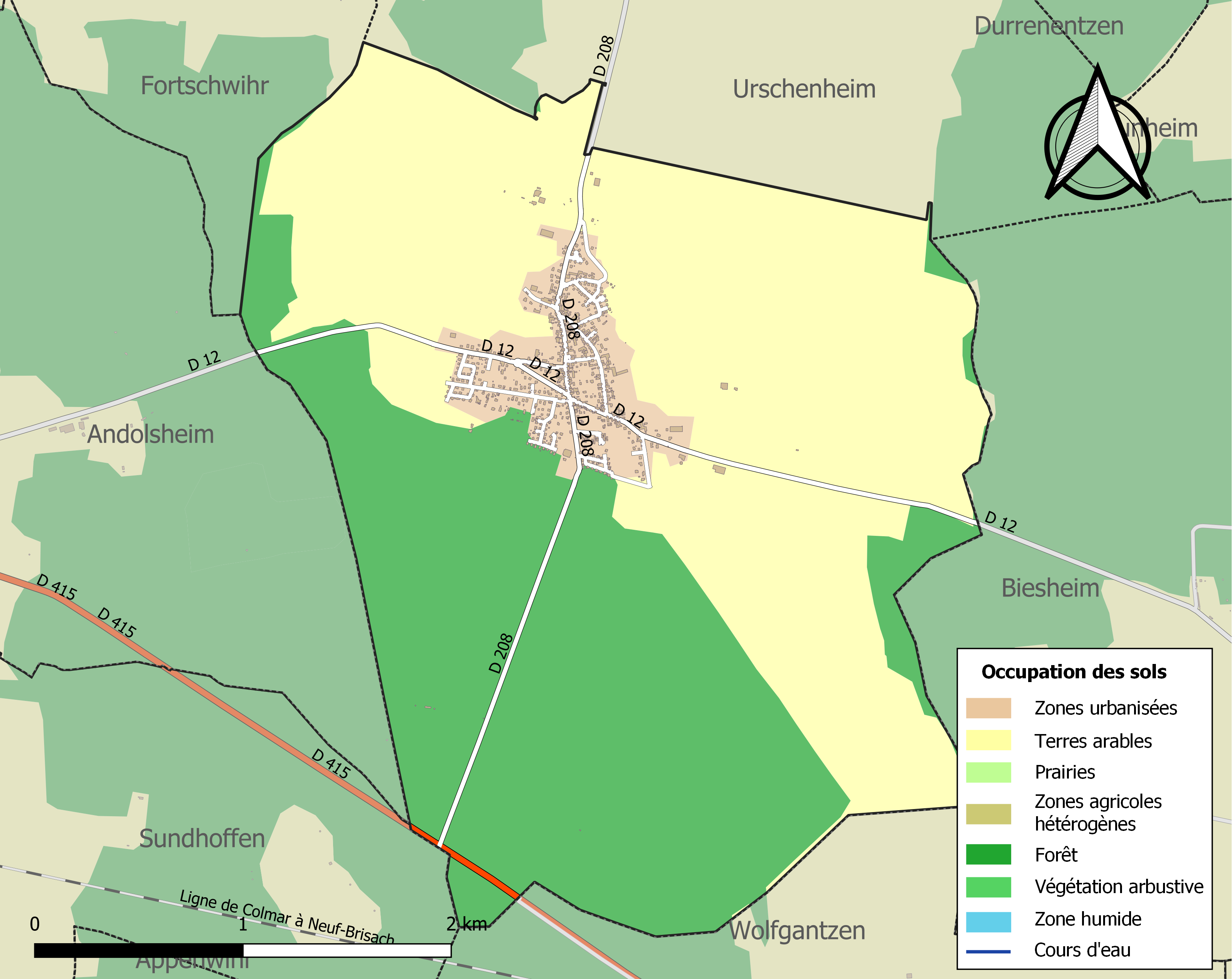
Carte des infrastructures et de l'occupation des sols de la commune en 2018 (CLC).

## Histoire
Auparavant sous le nom de Widensohlen, la commune a été retranscrite sous le nom de Widensolen par l'Insee le 1er janvier 1997.

### Héraldique
| Blason de Widensolen | Les armes de Widensolen se blasonnent ainsi : « Coupé de sinople et d'or, l'or chargé d'un ours passant de sable, langué de gueules, une crosse abbatiale avec son voile (sudarium) d'argent posée en pal, brochant sur la partition et passant derrière l'ours. » |

## Politique et administration
| Période                                  | Période  | Identité                             | Étiquette | Qualité                            |
| ---------------------------------------- | -------- | ------------------------------------ | --------- | ---------------------------------- |
| Les données manquantes sont à compléter. |          |                                      |           |                                    |
| 1798                                     | 1813     | Ignace Spinner                       |           | Cultivateur                        |
| 1813                                     | 1816     | Jean-Georges Remond                  |           | Cultivateur                        |
| 1816                                     | 1816     | François Seiller "le milieu"         |           | Cultivateur                        |
| 1816                                     | 1817     | Antoine Remond                       |           | Cultivateur                        |
| 1817                                     | 1821     | Jean Remond                          |           | Cultivateur                        |
| 1821                                     | 1826     | Xavier Meyer                         |           | Cultivateur                        |
| 1826                                     | 1830     | Paul Ferdinand Stanislas Dermoncourt |           | Baron d'Empire et Général          |
| 1830                                     | 1830     | Xavier Buecher                       |           | Cultivateur                        |
| 1830                                     | 1837     | François Seiller "le jeune"          |           | Propriétaire cultivateur           |
| 1837                                     | 1839     | Jean-Baptiste Sibler                 |           | Cultivateur                        |
| 1839                                     | 1840     | Joseph Seiller                       |           | Cultivateur                        |
| 1840                                     | 1846     | Jean-Baptiste Sibler                 |           | Cultivateur                        |
| 1846                                     | 1848     | Joseph Seiller "le milieu"           |           | Cultivateur                        |
| 1848                                     | 1852     | Joseph Seiller "le vieux"            |           | Cultivateur                        |
| 1852                                     | 1855     | Jean-Baptiste Doyen                  |           | Fabricant de toile et propriétaire |
| 1855                                     | 1860     | Nicolas Muller                       |           | Cordonnier                         |
| 1860                                     | 1865     | Jean-Baptiste Remond "le vieux"      |           | Propriétaire cultivateur           |
| 1865                                     | 1871     | François-Xavier Elser                |           | Cultivateur                        |
| 1871                                     | 1873     | Antoine Seiller                      |           | Cultivateur                        |
| 1873                                     | 1876     | Jean-Baptiste Remond "le jeune"      |           | Cultivateur                        |
| 1876                                     | 1886     | André Wiss                           |           | Journalier                         |
| 1886                                     | 1911     | Nicolas Muller                       |           | Cordonnier                         |
| 1911                                     | 1919     | André Wiss                           |           | Journalier                         |
| 1919                                     | 1925     | Ernest Remond                        |           | Cultivateur                        |
| 1925                                     | 1929     | Jean Bueb                            |           | Cultivateur                        |
| 1929                                     | 1935     | Camille Wiss                         |           | Cultivateur                        |
| 1935                                     | 1936     | Émile Raess                          |           | Rentier                            |
| 1936                                     | 1941     | Joseph Muller                        |           | Cultivateur                        |
| 1941                                     | 1945     | Camille Wiss                         |           | Cultivateur                        |
| 1945                                     | 1945     | Joseph Muller                        |           | Cultivateur                        |
| 1945                                     | 1953     | Camille Wiss                         |           | Cultiveur                          |
| 1953                                     | 1965     | Lucien Buecher                       |           | Laitier puis restaurateur          |
| 1965                                     | 1971     | Alfred Schmitt                       |           | Agriculteur                        |
| 1971                                     | 1994     | Nicolas Muller                       |           | Cultivateur                        |
| 1994                                     | 1995     | Albert Remond                        |           | Cultivateur                        |
| 1995                                     | 2008     | Michel Flohre                        |           | Cadre commercial                   |
| mars 2008                                | en cours | Josiane Bigel                        |           | Fonctionnaire                      |
| Les données manquantes sont à compléter. |          |                                      |           |                                    |

## Démographie
L'évolution du nombre d'habitants est connue à travers les recensements de la population effectués dans la commune depuis 1793. Pour les communes de moins de 10 000 habitants, une enquête de recensement portant sur toute la population est réalisée tous les cinq ans, les populations de référence des années intermédiaires étant quant à elles estimées par interpolation ou extrapolation. Pour la commune, le premier recensement exhaustif entrant dans le cadre du nouveau dispositif a été réalisé en 2007.

En 2022, la commune comptait 1 208 habitants, en évolution de +2,03 % par rapport à 2016 (Haut-Rhin : +0,66 %, France hors Mayotte : +2,11 %).
| 1793 | 1800 | 1806 | 1821 | 1831 | 1836 | 1841 | 1846 | 1851 |
| ---- | ---- | ---- | ---- | ---- | ---- | ---- | ---- | ---- |
| 419  | 436  | 529  | 573  | 643  | 650  | 649  | 687  | 688  |

| 1856 | 1861 | 1866 | 1871 | 1875 | 1880 | 1885 | 1890 | 1895 |
| ---- | ---- | ---- | ---- | ---- | ---- | ---- | ---- | ---- |
| 617  | 616  | 658  | 651  | 620  | 574  | 560  | 533  | 532  |

| 1900 | 1905 | 1910 | 1921 | 1926 | 1931 | 1936 | 1946 | 1954 |
| ---- | ---- | ---- | ---- | ---- | ---- | ---- | ---- | ---- |
| 488  | 473  | 458  | 409  | 438  | 461  | 457  | 389  | 411  |

| 1962 | 1968 | 1975 | 1982 | 1990 | 1999  | 2006  | 2007  | 2012  |
| ---- | ---- | ---- | ---- | ---- | ----- | ----- | ----- | ----- |
| 420  | 431  | 506  | 624  | 825  | 1 051 | 1 214 | 1 238 | 1 208 |

| 2017  | 2022  | - | - | - | - | - | - | - |
| ----- | ----- | - | - | - | - | - | - | - |
| 1 177 | 1 208 | - | - | - | - | - | - | - |

## Lieux et monuments

### Église Saint-Nicolas

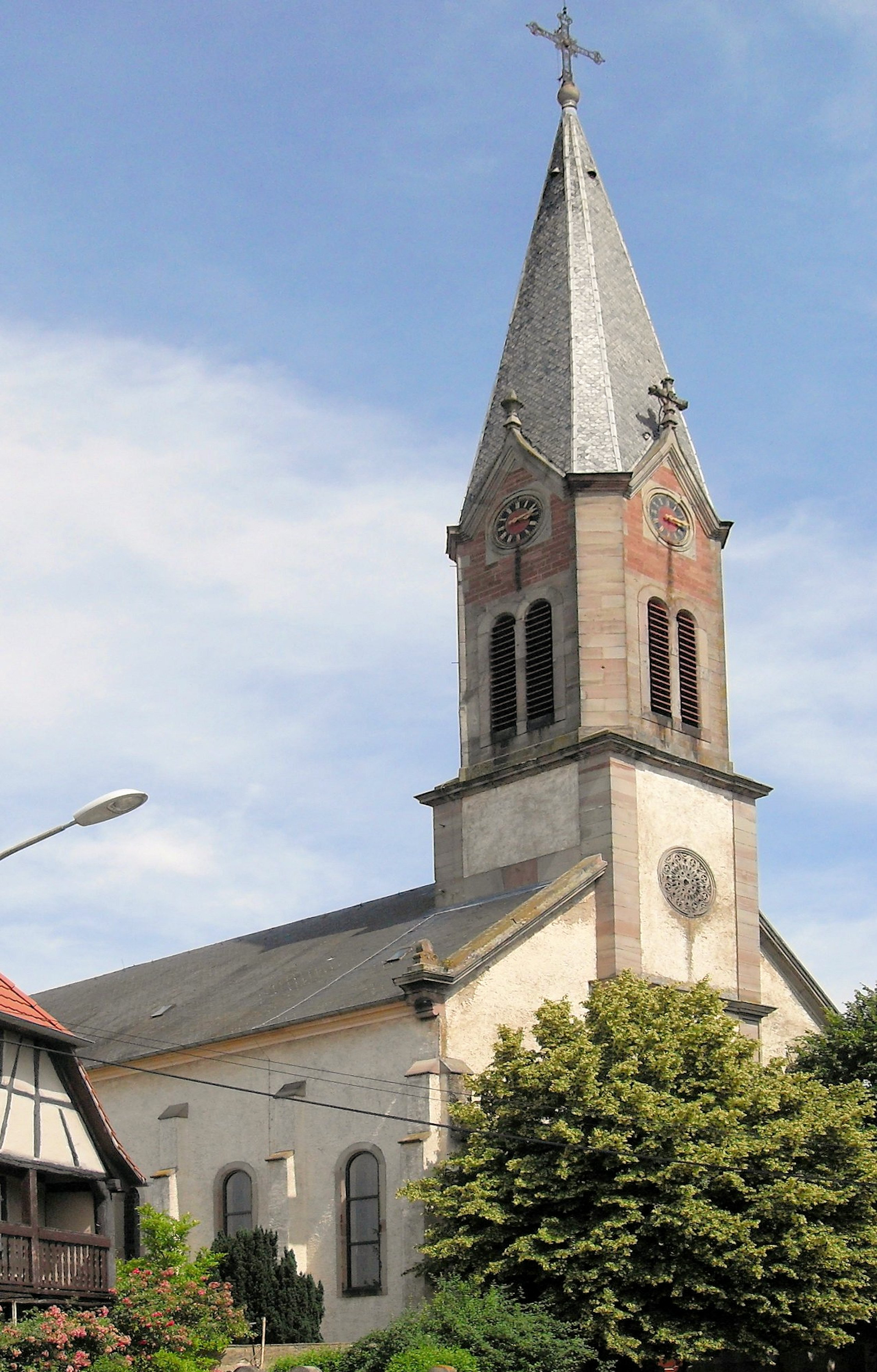
L’église Saint-Nicolas

L'église Saint-Nicolas a été reconstruite en 1866 à partir de l'ancienne église, elle-même agrandie en 1789, et cela au même endroit. Deux autels latéraux de part et d'autre de l'entrée du chœur sont ornés chacun de deux tableaux peints par François Hillenweck dans la première moitié du XVIIIe siècle. Ces deux autels proviennent de l'ancienne église et les tableaux représentent d'une part "La Vierge du rosaire avec Saint-Dominique et Sainte-Catherine de Sienne" sur celui gauche et "Sainte-Madeleine au pied de la Croix" sur celui de droite. Les deux peintures en médaillon placées au-dessus célèbrent respectivement "Sainte-Marguerite" et "Sainte-Barbe". La chaire de l'ancienne église a, elle aussi, été réutilisée.
L'orgue de l'église a été commandé le 15 novembre 1866 par le conseil municipal à Claude Ignace Callinet facteur d'orgues issu d'une longue lignée de facturiers établis à Rouffach en Alsace et dont l'immense réputation dépassait les frontières régionales. Commencée en 1867, il n'est terminé tardivement qu'en 1872, comme l'atteste le procès verbal d'expertise du 20 mai 1872, alors qu'il aurait dû être livré à la Pâques 1868. Ce retard semble lié à la guerre et à des lourdeurs administratives. La partie instrumentale a été classée Monument Historique le 2 août 1979 et celle du buffet à titre d'Objet Historique le 5 juillet 1989. C'est le dernier orgue réalisé par Claude Ignace Callinet.
Dans le baptistère aménagé sous la tribune, à gauche en entrant, l'artiste peintre Carlo Limido né à Mulhouse (1901-1957) y a apposé deux fresques dans les années 1954-1957.

### Grotte de Lourdes
La grotte consacrée à Notre Dame de Lourdes ressemble au célèbre sanctuaire. Elle est située à l'orée de la forêt du Kastenwald à l'entrée sud de Widensolen et près d'une source dédiée à Saint-Germain de Moutier-Granval dont les eaux auraient la réputation de guérir des maladies de la peau. Elle fut aménagée par le curé Georges Ehrhard en 1958 pour remplacer une maisonnette, dont les murs étaient recouverts d'ex voto, détruite pendant la grande guerre.

### Monument aux morts

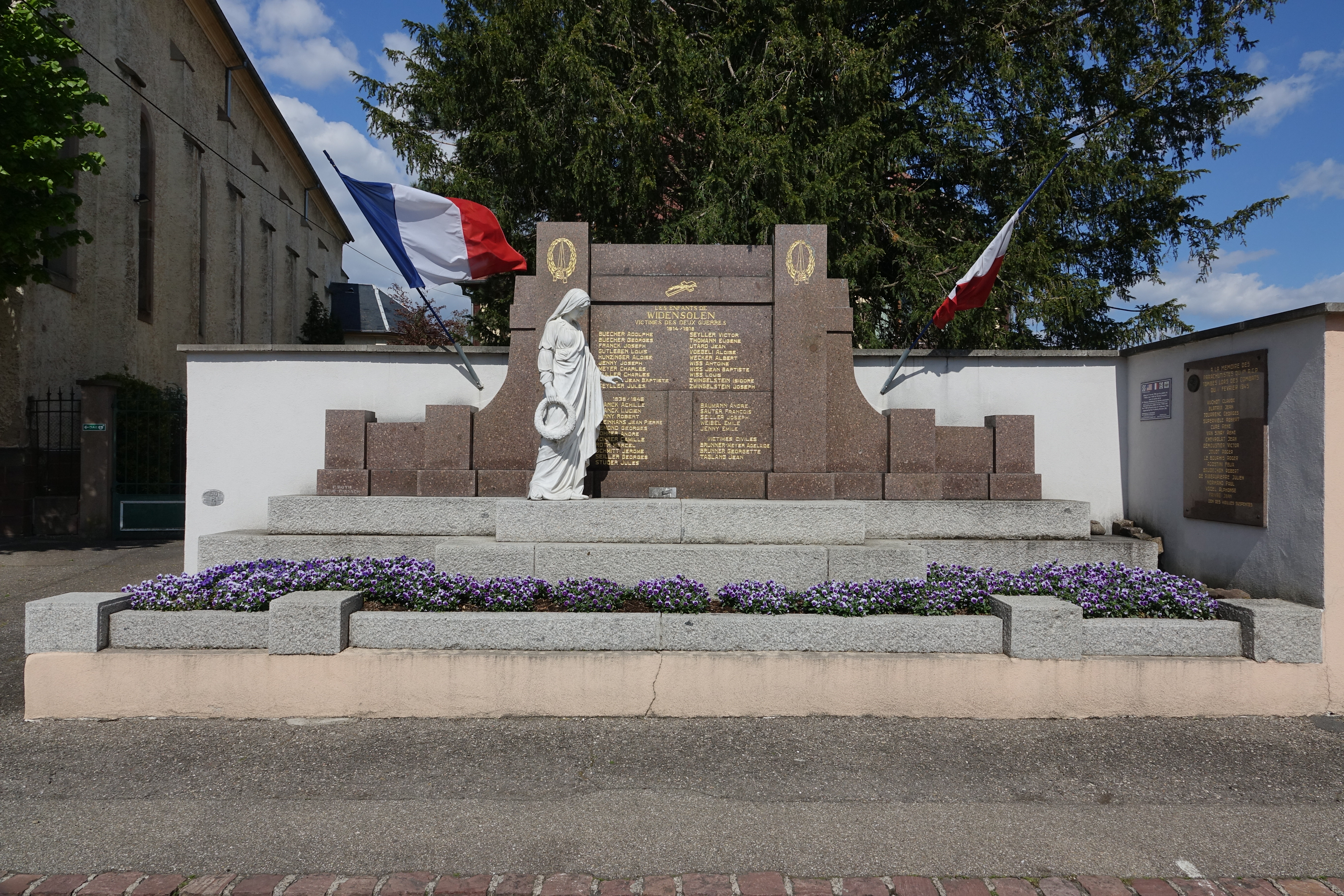
Le monument aux morts

Un « comité pour l’édification d’un monument aux morts » voit le jour en 1925, mais le porteur du projet étant dans le l’opposition au maire Jean Bueb, l’idée est mise de côté jusqu’à ce que celui-ci perde les élections de 1929. La nouvelle équipe municipale étant en grande partie composée d’anciens combattants de la Grande Guerre, le projet est immédiatement relancé avec un budget considérable de 37 000 francs. La réalisation est confiée à l’atelier de François Roth à Neuf-Brisach et l’emplacement retenu se trouve à l’angle du presbytère, le conseil municipal passant outre l’opposition du curé, proche de l’ancien maire. Le monument est installé le 26 avril 1930 et inauguré le 14 septembre de la même année. Lors de l’annexion, l’inscription française est effacée et remplacée par une inscription en allemand. Celle-ci disparaît à son tour à la libération, remplacée par une inscription en français légèrement différente de celle d’origine. Dans le même temps ont été ajoutés à la liste des morts les victimes de la Seconde Guerre mondiale.